# Balewo (Mikołajki Pomorskie)
Balewo (deutsch Baalau, früher Balau oder Balewo und Groß Baalau) ist ein Dorf in der Landgemeinde (Gmina) Mikołajki Pomorskie (Niklaskirchen) im Powiat Sztumski (Stuhmer Kreis) der polnischen Woiwodschaft Pommern.

## Geographische Lage
Das Dorf liegt im ehemaligen Westpreußen, nördlich am Baalauer See, etwa 16 Kilometer ostsüdöstlich von Stuhm (Sztum), zehn Kilometer südwestlich von Christburg (Dzierzgoń) und fünf Kilometer nördlich von Stangenberg (Stążki).

## Geschichte

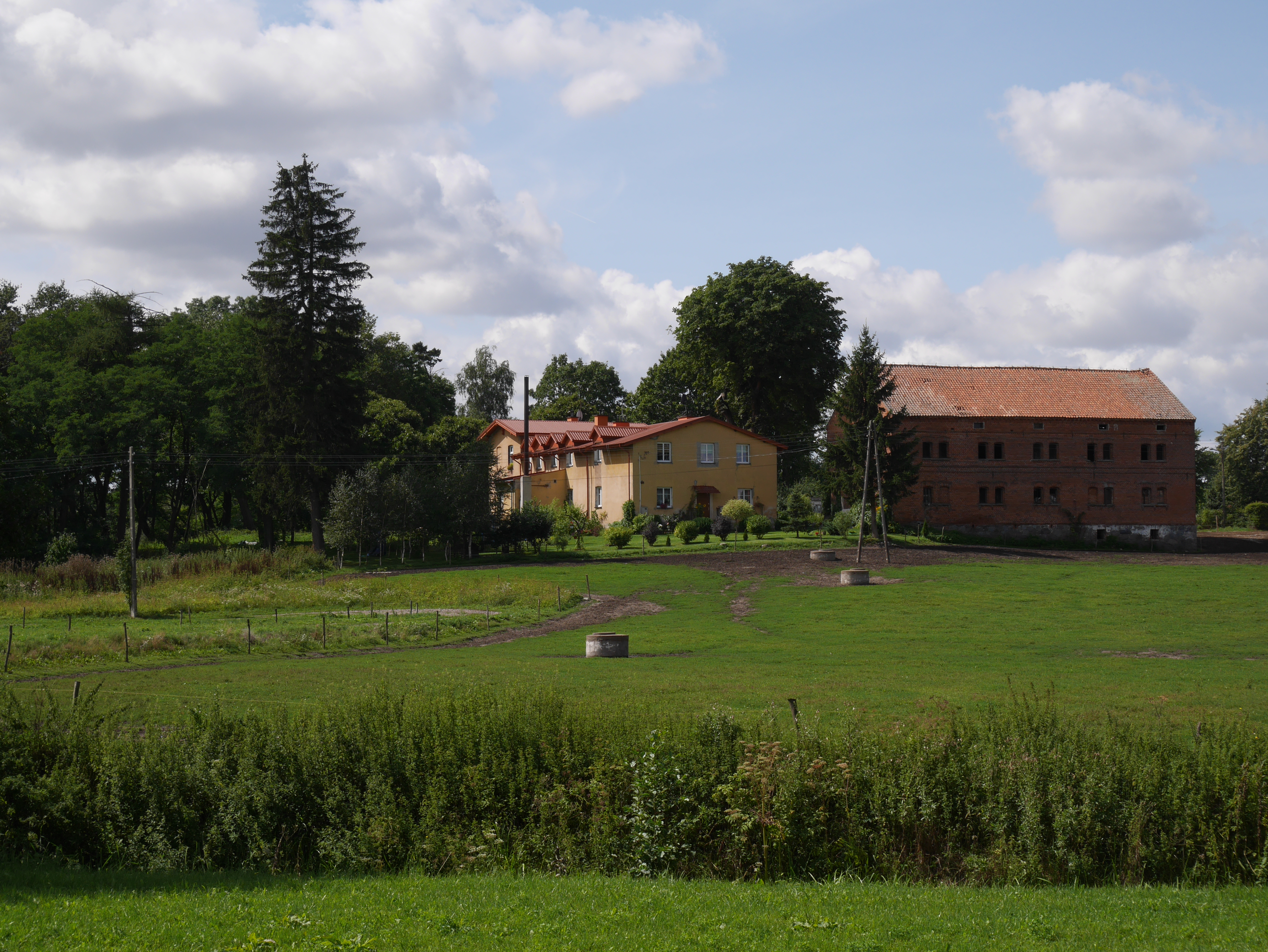
Ehemaliges Gutshaus mit Park des Guts Baalau (August 2017)

Ältere Ortsbezeichnungen sind Balwe (1296), Balaw (1518) und Balewo (1650).  Ein Gewässer fluvius Balowe wird schon 1294 erwähnt. Baalau gehörte zu den Stangenbergschen Gütern, die seit der Ordenszeit in adligem Besitz geblieben waren, und kam im 18. Jahrhundert durch Heirat von der Familie Schack von Wittenau an die Familie Goltz. Im Erbvergleich vom 19. Juli 1786 erhielt Karoline von der Goltz († 1796), Gemahlin von Karl Anton Ferdinand Graf von der Goltz, die Lautenseeschen, Anna Elisabeth von der Goltz die Balau-Stangenbergschen Güter. Letztere ehelichte am 19. Januar 1788 Georg Albrecht Graf von Rittberg (1760–1793), dessen Familie Baalau fortan besaß. Besitzer des Ritterguts Groß Baalau war um 1896 der königliche Landrat a. D. und Geheime Regierungsrat Graf Rittberg, der es an W. Wellmann verpachtet hatte. Die Familie Rittberg hatte die Güter Stangenberg, Baalau und Höfchen auch noch 1939 in Besitz.
Am 1. April 1927 hatte der Gutsbezirk Groß Baalau eine Flächengröße von 607 Hektar.
Am 30. September 1928 wurde der Gutsbezirk Groß Baalau mit der Landgemeinde Klein Baalau, Kreis Stuhm, zusammengelegt und die neue Landgemeinde Balau gebildet.
Die Gemeinde Baalau hatte 1945 zwei Wohnplätze:
- Baalau
- Klein Baalau

Im Jahr 1945 gehörte die Landgemeinde Baalau zum Landkreis Stuhm im Regierungsbezirk Marienwerder im Reichsgau Danzig-Westpreußen des Deutschen Reichs. Baalau war dem  Amtsbezirk Stangenberg zugeordnet.
Im Januar 1945 wurde Baalau von der Roten Armee besetzt. Nach Beendigung der Kampfhandlungen wurde die Region seitens der sowjetischen Besatzungsmacht zusammen mit ganz Hinterpommern und der südlichen Hälfte Ostpreußens – militärische Sperrgebiete ausgenommen – der Volksrepublik Polen zur Verwaltung überlassen. Es wanderten nun Polen zu. Baalau wurde unter der polnischen Ortsbezeichnung „Balewo“ verwaltet. Die einheimische Bevölkerung wurde von der polnischen Administration mit wenigen Ausnahmen aus Baalau vertrieben.

### Demographie
| Jahr | Einwohner | Anmerkungen |
| ---- | --------- | --- |
| 1783 | –         | adliges Vorwerk nebst einem Krug am Balauschen See, zwölf Feuerstellen (Haushaltungen), in Westpreußen               |
| 1818 | 141       | adliges Dorf |
| 1864 | 140       | adliges Dorf, darunter 57 Evangelische und 83 Katholiken                                                             |
| 1885 | 179       | am 1. Dezember, davon 69 Evangelische und 110 Katholiken                                                             |
| 1910 | 105       | Landgemeinde, am 1. Dezember, darunter 46 Evangelische und 59 Katholiken; vier Personen mit polnischer Muttersprache |
| 1925 | 105       | Gutsbezirk, am 16. Juni                                                                                              |
| 1933 | 135       | [ 12 ] |
| 1939 | 141       | [ 12 ] |

## Kirche
Die Protestanten der hier bis 1945 anwesenden Dorfbevölkerung gehörten zur evangelischen Pfarrei Groß Rohdau.